# Громадянська освіта
Громадя́нська осві́та (англ. civic education) — навчання принципам та видам залученості громадян в суспільних та політичних процесах. Громадянська освіта може бути як формальною (затверджені на державному рівні класи з політичного/суспільного виховання), так і неформальною (тренінги/курси/патріотичні програми для молоді).

## Історія громадянської освіти в незалежній Україні
Історію громадянської освіти в Україні можна умовно поділити на 3 етапи:

### Передумови створення: від незалежності до 1999
В цей період громадянська освіта не мала чіткої державної політики та була представлена в патріотичних годинах в шкільних закладах і в позашкільній державній програмі «краєзнавство». В недержавному секторі почали з'являтись молодіжні організації, що мають в статуті мету з розвитку громадянської освіти та патріотичного виховання. 22 лютого 1990 року було офіційно зареєстровано скаутську організацію «Пласт» в м. Львів, а 14 жовтня 1994 року в м. Чернігів було зареєстровано першу організацію з громадянської освіти «АХАЛАР».
Поряд з вищезазначеними курсами з 1999 року як пілотний експериментальний проєкт у загальноосвітніх навчальних закладах запроваджується курс «Громадянська освіта». За цей час він пройшов апробацію у багатьох школах різних регіонів України. В пілотному проєктуванні курсу "Громадянська освіта"брали участь декілька міжнародних інституцій. Перший проєкт став можливим завдяки співпраці з Фундацією «Matra» (Королівства Нідерланди), курс носив назву"Основи громадянської освіти", складався з двох навчальних посібників які вміщували політичний і економічний зміст.

### Розвиток державної освітньої програми: 2000-ні
У квітні 2000 року Президія Академії педагогічних наук України схвалила основні положення «Концепції громадянського виховання особистості в умовах розвитку української державності».
В 1999 році Києво-Могилянська Академія створює Інститут громадянської освіти для створення досліджень та концепцій розвитку громадянської освіти. В липні 2000 року Інститут громадянської освіти НаУКМА розробляє концепцію громадянської освіти в Україні. В 2005 році Інститутом було створено концепцію політичної освіти в Україні
У 2000 році був реалізований проєкт в рамках Програми підтримки громадянського суспільства в Україні та проєкту «Освіта для демократії в Україні» за сприяння Центру Мершона Університету штату Огайо (США)та Центру громадянської освіти (Польща). Курс має назву"Ми громадяни України" для учнів 9 (10) класів середніх загальноосвітніх навчальних закладів. Право на повторні видання посібника має громадська організація «Нова Доба».
Наступний проєкт виконувався в межах Програми «Освіта для демократії в Україні» 2000—2002 рр.(Трансатлантичний проєкт підтримки громадянського суспільства), за сприяння Інституту політичної участі Нідерландів (IPP), за експертною допомогою Національного центру стандартів і програм Нідерландів (SLO). В результаті проєкту створено три посібники для учнів 9 — 11 класів та посібник для вчителів, що мають однакову назву «Громадянська освіта» видавництво «Генеза».[12]
У 2005—2009 роках в межах Українсько — Канадського проєкту «Розбудова демократії» Центру вивчення демократії університету Квінз (м. Кінгстон Онтаріо) під керівництвом проф. Джорджа Перліна та за фінансової підтримки Канадського Агентства Міжнародного Розвитку (CIDA) було підготовлено посібник «Громадянська освіта: основи демократії» для учнів 11(12)класів та підручник для студентів педагогічних ЗВО «Громадянська освіта: основи демократії та методика його навчання», видавнича група «Основа», 2009.[13]
В 2008 році випускники німецької програми громадянської освіти Theodor Heuss Kolleg створюють представницьку програму «Майстерня громадської активності» та розробляють концепцію громадянської соціальної залученості за допомогою створення локальних соціальних проєктів.
Саме в цей момент почалось фінансування програм з громадянської освіти іноземними донорами, серед таких програм:
- Проєкт «Освіта для демократії в Україні» (ЄС, США)
- «Громадянська освіта — Україна» 2005—2008 (ЄС)
- «Навчальний тур з громадянської освіти» 2002 (USAID)
- Програма «Практичне право» та «Дебати». Інформаційно-методичний центр «Дебати» 1999—2001 (США)
- Українсько-Швейцарський проєкт «Сприяння розвитку освіти для демократії в Україні» 2005—2010 (SIDA)
- Проєкт Благодійної організації «Вчителі за демократію та партнерство» «Забезпечення якості освіти для демократичного громадянства» 2007—2010 (Рада Європи)
- Проєкт «Спільнота споживачів та громадські об'єднання» 2008—2010 (ЄС, ПРООН)[7].

### Кризовий і пост-кризовий періоди: 2010—2014 і зараз
В 2009 році відбувся перегляд концепції розвитку громадянської освіти, в якому було ухвалено визначення плану дій з поширення громадянської освіти на місцеві адміністрації. В 2014 році, під час бойових дій на Сході та Півдні України, рівень розвитку громадянської освіти не зміг протистояти впливу російської пропаганди в деяких регіонах України.
Наразі, багато з проєктів громадянської освіти в Україні намагаються адресувати проблему впливу пропаганди на політичне та громадянське життя українців, серед них:
- Програма медіаграмотності від IREX[10];
- Програма «Студії Живої Історії»
- Програма «Звичка Думати»
- Громадянська ініціатива StopFake.org
- Курс із громадянської освіти для вищих навчальних закладів «Демократія: від теорії до практики» Міжнародної фундації виборчих систем (IFES)[11]
- Освітній проєкт та громадянська ініціатива Відкритий Університет Майдану.